# پالائو ساتور
پالائو ساتور (به اسپانیایی: Palau Sator) یک منطقهٔ مسکونی در اسپانیا است که در بایکس امپوردا واقع شده‌است. پالائو ساتور ۱۲٫۴ کیلومتر مربع مساحت دارد.